# Natalitet
Natalitet (av lat. nat|us/-a, jfr natalis,"födelsedag"), fruktsamhet, förmåga att alstra livsduglig avkomma, begrepp använt i annan mening i tysk sociologi och i kreativ teologi.
Enligt filosofen Hannah Arendt är natalitet den mänskliga förmågan att börja något nytt, vilket i kreativ teologi gett upphov till att nataliteten använts som uttrycket för motsats till existentialismens fokus på död och tomhet. Under påverkan av Arendt har natalitet använts inom statsvetenskapen i meningen att medborgarna vid hög natalitet är fria att agera politiskt/demokratiskt.